# Pseudoplatystoma tigrinum
Cá nheo râu dài hổ, tên khoa học Pseudoplatystoma tigrinum, là một loài cá nguồn gốc ở Orinoco và vùng vịnh Amazon. Loài này phát triển đến chiều dài 130 cm (51 in).